# Internet Explorer
Internet Explorer (zuerst Microsoft Internet Explorer, später Windows Internet Explorer; Abkürzung: IE oder MSIE) ist ein inzwischen abgelöster Webbrowser des Softwareherstellers Microsoft für verschiedene Plattformen.
Während frühere Versionen des 1995 erstmals vorgestellten Microsoft Internet Explorer auch für klassisches Mac OS und Mac OS X oder für Unix-Derivate wie Solaris und HP-UX verfügbar waren, werden seit 2000 nur noch Windows und dessen Ableger (Windows CE, Windows Phone) unterstützt. Die letzte Version ist Internet Explorer 11 (siehe unten).
Von Windows 95b bis Windows 10 gehörte der Internet Explorer fest zum Betriebssystem und lässt sich dort nicht einfach deinstallieren. Dies führte zu internationalen Gerichtsverfahren wegen des Missbrauchs einer marktbeherrschenden Stellung, woraufhin Microsoft Gegenmaßnahmen treffen musste.
Anfang 2015 gab Microsoft bekannt, dass die Weiterentwicklung des Internet Explorers zugunsten des neuen Browsers Edge eingestellt werde. Im Mai 2021 wurde bekanntgegeben, dass der Internet Explorer noch bis zum 14. Juni 2022 Sicherheitsupdates erhalte; ausgenommen hiervon sind Windows 10 Enterprise und Windows Server. Zudem werde „der IE-Modus in Edge […] bis mindestens 2029 im Browser enthalten sein.“
In Windows 10 und 11 wurde der Internet Explorer versteckt. In Microsoft Edge gibt es einen Internet-Explorer-Modus, der über Optionale Features verfügbar ist.

## Entstehung

### Windows

#### Anfänge

Logo des Internet Explorer in Version 2.01, Startseite

Der Internet Explorer wurde, ähnlich dem Netscape Navigator, aus dem NCSA Mosaic weiterentwickelt, einem Browser der ersten Generation, der ursprünglich am National Center for Supercomputing Applications programmiert wurde. Thomas Reardon entwickelte unter Microsoft die erste Version aufbauend auf einem Lizenzvertrag der Firma Spyglass. Im Rahmen einer Vereinbarung wurden Spyglass eine quartalsmäßige Gebühr sowie ein Prozent der Einnahmen versprochen. Da Microsoft den Browser seit der zweiten Version kostenfrei vertreibt und somit keine direkten Einnahmen erzielt, zahlte das Unternehmen lediglich das versprochene Minimum. 1997 drohte Spyglass mit einer vertraglichen Prüfung, dem Microsoft mit einer Zahlung von acht Millionen US-Dollar zuvorkam.

#### Versionen 1.0 und 1.5

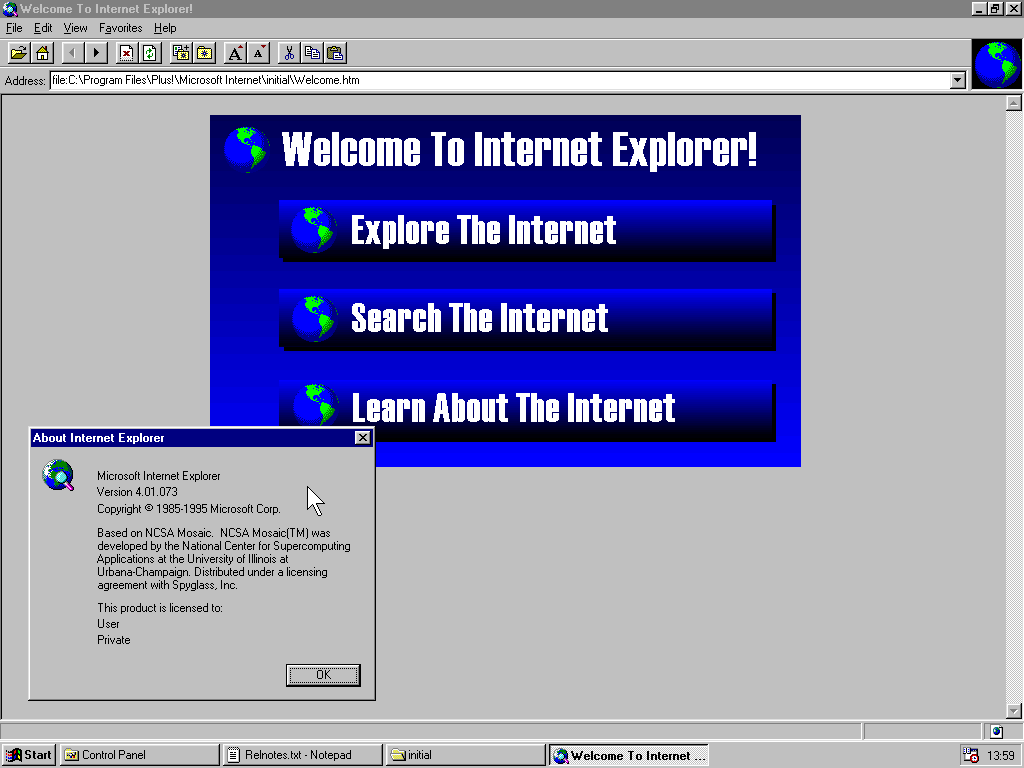
Internet Explorer 1.0 Build 73, eine Vorabversion

Im August 1995 erschien Version 1.0 erstmals als exklusive Anwendung innerhalb des kostenpflichtigen Windows-Erweiterungspakets „Microsoft Plus!“ und somit exklusiv für Windows 95 als 32-Bit-Version. Das Programm war gut 1 MB groß.
Microsoft hatte die wachsende Bedeutung des World Wide Web zunächst nicht beachtet. Der Explorer 1.0 im Plus-Paket kostete rund 100 DM. Auch alleine vertrieben kam er auf 35 US-Dollar. Auch Browser der Konkurrenz kosteten zu dieser Zeit noch Geld. Stattdessen wurde, ähnlich wie AOL es tat, mit dem Onlinedienst The Microsoft Network gar ein zum Internet in Konkurrenz stehendes Datennetz fokussiert. Dessen kostenlose Zugangssoftware, die mit einem nur rudimentären Webbrowser ausgestattet war, war bereits mit der ersten Version von Windows 95 gebündelt.
Erst die Folgeversion 1.5 ließ sich auf anderen Windows-Versionen installieren. Sie erschien fünf Monate später (im Januar 1996) für Windows NT ab Version 3.1, jedoch auch diesmal nicht in einer 16-Bit-Version. Stattdessen wurde 1.5 zur Ausführung mit Win32s auf Windows 3.x vorgesehen. Neu war auch eine Portierung auf den Macintosh, die aber – im Gegensatz zu der Version für die Windows – bereits kostenlos angeboten wurde. Die Version 1.5 war als eine Zwischenlösung gedacht, bis die 16-Bit-Version von Explorer 2.0 fertiggestellt werden konnte.

#### Versionen 2.0, 2.01 und 2.1

IE 2.1 führt erstmals das blaue „e“ als Ladeanimation ein, hier gezeigt die ehemalige Downloadseite auf microsoft.com

Im November 1995 (für den Macintosh im April 1996) folgte die zweite Version des Browsers exklusiv wieder nur in einem aktualisierten Plus!-Paket. Dieselbe Version 2.0 wurde im Windows 95 Service Pack 1 vom Februar 1996 aber ebenfalls optional angeboten, hier jedoch ohne zusätzliche Kosten. Auf Windows NT 4.0 wurde diese Version vorinstalliert.
Die Folgeversion 2.01 war dann erstmals als 16- und 32-Bit-Version für Windows ab Version 3.1 und NT 3.1 verfügbar und zog die genannten Neuerungen für diese Systeme nach. Auch waren, aufgrund von Windows NT, erstmals Varianten für die Architekturen DEC Alpha, MIPS und PowerPC verfügbar.
Ab Version 2 (respektive 1.5 für Windows 3.x) ging es tatsächlich auch mit der kostenlosen Verteilung als Download und auf CD los. Der CD-Version lagen auch ausgewählte Offline-Kopien zeitgenössischer Websites zum austesten bei, wie etwa microsoft.com. Diese Offlinekopien wurden, in aktualisierter Form und für unterschiedliche Websites ihrer Zeit, dann noch mindestens bis zu den Internet Explorer 4.0-CDs bereitgestellt.
Die wichtigsten neuen Features der 2er-Versionen sind erstmalige SSL/RSA-Unterstützung, Cookie-Unterstützung, VRML-Unterstützung, ein integrierter E-Mail und News-Reader-Client (welcher später ausgelagert und zur separaten Anwendung Internet Mail and News 1.0, später Outlook Express weiterentwickelt wurde), JavaScript-Unterstützung, HTML v3-Unterstützung und eine Anwendung, um Netscape-Lesezeichen zu importieren.
Version 2.1 wurde exklusiv als 16-Bit-Anwendung und ausschließlich mit Fokus auf Windows 3.1, in etwa zeitgleich zum Erscheinen der 32-Bit-Version von Internet Explorer 3.0, freigegeben und sollte – das Spiel von 1.5 und 2.0 wiederholend –, so die noch unfertige 16-Bit-Version von Internet Explorer 3.0 überbrücken. Sie bot gegenüber 2.01 erweitere Frameset-Unterstützung, erstmals Unterstützung GIF-Animationen, den No-Cache-Header, eine NPAPI-Pluginschnittstelle, sowie Modem-Dialer-Skripting und auch das BGSOUND-Element, also Hintergrundmusik. Er erhielt auch bereits das bekannte, sonst erst ab Explorer 3.0 verwendete, blaue „e“ als Logo.

#### Version 3.0

Internet Explorer 3 unter Windows 95

Der Internet Explorer konnte bis zur dritten Version nicht mit dem Netscape Navigator mithalten. Daher wurde versucht, durch das Bewerben und die kostenlose Bereitstellung der Software (auch für Macintosh- und Unix-Benutzer) einen Marktvorteil zu erzielen. Der Internet Explorer 3 wurde bereits im August 1996 veröffentlicht und erstmals für alle damals unterstützten Windowsversionen kostenlos angeboten. Es war auch die erste Version, die neben den geschwungenen Linien im Bereich der Menüleisten den blauen zur Weltkugel stilisierten Buchstaben „e“ als Logo verwendete. Neben der Unterstützung von Audiodateien wurde erstmals CSS in einer rudimentären Version unterstützt, HTML mit einer zeitgemäßen zum Navigator kompatiblen Syntax und mit Internet Mail and News 1.0 standen erstmals zwei separate E-Mail- und Newsreaderprogramme bereit. Bis zur Einführung der vierten Version zeigte die kostenlose Vermarktung bereits erste Erfolge (siehe Grafik zu den Marktanteilen im Artikel Browserkrieg).
Mit der Vermarktung der dritten Browserversion Ende 1996 wurde dann auch der Dienst The Microsoft Network als eigenständiges Datennetz eingestellt, nachdem bereits ein Jahr zuvor über MSN der normale Internetzugang möglich wurde.
Zunächst entschied Microsoft, den Internet Explorer 3.0 nicht mehr für Windows NT 3.51 anzubieten, beim Versuch der Installation erschien eine Meldung, dass man Windows NT 4.0 erwerben müsse. Dies brachte Microsoft massive Kritik von Kunden ein, und zahlreiche von ihnen kündigten daraufhin an, zum Konkurrenten Netscape Navigator zu wechseln. Daraufhin veröffentlichte man die 16-Bit-Variante, die eigentlich für Windows 3.1 gedacht war, auch für die 3.51-Version von Windows NT. Die Unterstützung für NT 3.1 und NT 3.50 wurde jedoch wie geplant aufgegeben, womit Version 2.01 die zuletzt für diese Systeme verfügbare Version ist.

#### Internet Explorer als Bestandteil von Windows
Windows 95A und danach Windows NT 4.0 waren die ersten Windowsversionen, die den Internet Explorer bereits fest im Betriebssystem integriert hatten, sieht man einmal von früheren speziell angepassten OEM-Versionen ab. Kurioserweise sind die beiden Windowsversionen nahezu zeitgleich erschienen, NT 4.0 enthält jedoch den älteren Browser in Version 2. Diese Version blieb bis zum Erscheinen von Windows 98 Bestandteil des Betriebssystems, denn in der C-Version von Windows 95 wurde der Internet Explorer am Ende des Installationsvorgangs skriptgesteuert einfach von Version 3 auf Version 4.0 (mit Web-Erweiterungen) aktualisiert, bei der vorherigen aktualisierten B-Version wurde die Version 4 lediglich auf einer gesonderten CD beigefügt.

#### Version 4  (mit Erweiterungen für Windows 95 und NT 4.0)

Internet Explorer 4 unter Windows 98

Ab Version 4.0 im September 1997 wurde der Internet Explorer tiefer in das Windows-Betriebssystem integriert und der Active Desktop eingeführt. Dieser ermöglichte die automatisch aktualisierte Darstellung von Webseiten wie Wetterkarten, Aktienkursen und jeder anderen Seite auf der Arbeitsoberfläche des Computers (Desktop). Einige der wichtigeren Neuerungen dieser Version betrafen die Arbeitsoberfläche. So wurde eine Schnellstartleiste eingeführt (mit einem Klick auf „Desktop anzeigen“ werden alle geöffneten Fenster minimiert und der Desktop damit frei), eine Funktion zum Offline-Browsing wurde integriert, und Programm-Symbole konnten dauerhaft in der Taskleiste gespeichert werden. Des Weiteren ließen sich jetzt visuelle Darstellungen verändern (z. B. Antialiasing). Diese betriebssystemnahen Erweiterungen waren nur für Windows vorgesehen und in der Macintosh-Version nicht enthalten.
Die Weberweiterungen ließen sich auf den älteren Windowssystemen sowie unter Unix und auf dem Macintosh nicht installieren. Die offizielle Downloadversion des Browsers enthielt diese zusätzlichen Neuerungen deshalb nicht. Inoffizielle Downloadangebote dieses Programms waren jedoch weit verbreitet und ergänzten auch die A-Version von Windows 95 und Windows NT mit den Weberweiterungen. Version 4.0 war auch der Standardbrowser von Windows 98 (Erste Ausgabe) und ließ sich in dieser Kombination erstmals nicht mehr ohne tiefere Systemeingriffe entfernen.
Die Version 4.0 brachte zum ersten Mal eine (nicht vollständige) PNG-Unterstützung (keine Alpha-Transparenz) mit. Erstmals überstieg die Zahl der IE-Nutzer die der Netscape-Nutzer, und der Internet Explorer konnte technologisch mit Konkurrenzprodukten gleichziehen. Als Vollversion war diese Version die letzte, die sich auf einem älteren Windowssystem noch mit einer Deinstallationsroutine vollständig entfernen ließ. Spätere Versionen stellen nur noch die Vorversion wieder her.

#### Versionen 5 und 5.5

Internet Explorer 5 unter Windows 2000

Version 5 brachte im März 1999 die Unterstützung von bidirektionalem Text, Ruby-Markup, XML und MHTML. Da der Konkurrenzkampf zu Netscape noch nicht gewonnen war, gab es die Version 5.0 auch noch für Windows NT 3.51 und Windows 3.11/Windows for Workgroups 3.11. Als Standardbrowser wurde diese Version mit Windows 98 (Zweite Ausgabe) und mit Windows 2000 ausgeliefert.
Die weiteren 5.x-Versionen fielen neben dem ebenfalls möglichen Downloadbezug durch die Verbreitung über CDs von Internetdienstanbietern (z. B. AOL, Lycos und andere) oder auf Heft-CDs auf. Sichtbare Merkmale dieser Markenanpassungen ist das Logo des Sponsors, das das animierte „e“ in der rechten oberen Browserecke ersetzte, sowie die vom Sponsor festgelegten Favoritenlinks und der Textzusatz in der Fensterleiste „zur Verfügung gestellt von…“
Version 5.5, der Standardbrowser für Windows Me, brachte Verbesserungen in der Druckvorschau, in der Unterstützung von CSS und HTML sowie in den Programmierschnittstellen.

#### Version 6

Internet Explorer 6 unter Windows XP

Version 6, der Standardbrowser für Windows XP, erschien am 27. August 2001 und verbesserte die Unterstützung von CSS 1, DOM 1 und SMIL 2.0. Zudem wurden die XML-Fähigkeiten erweitert, eine Medien-Symbolleiste und eine Bilder-Symbolleiste sowie die Unterstützung von P3P ergänzt. Außerdem wurde die Benutzerschnittstelle (unter anderem die Symbole) überarbeitet, um sie dem Aussehen von Windows XP anzugleichen.
Im Herbst 2001, kurz nach der Veröffentlichung der Version 6.0, löste Microsoft das Entwicklerteam um den Internet Explorer auf. Nur noch ein paar Mitarbeiter blieben, die sich um vorhandene Sicherheitslücken kümmern sollten. Am 9. September 2002 wurde das Service Pack 1 (SP1) für den Internet Explorer 6 veröffentlicht, das zahlreiche Sicherheitsprobleme behob, aber davon abgesehen keine Änderungen beinhaltete.
Im Mai 2003 berichtete Microsoft, dass die Version IE 6.0 mit SP1 die letzte sein solle, die als eigenständige Installation verfügbar sei. Der Browser sollte nur noch als Teil des Betriebssystems Windows Vista (Codename Longhorn) weiterentwickelt werden.
Mitte 2004 wurde jedoch die Entwicklung des Internet Explorers wiederaufgenommen und ein Wiki gegründet, in dem Anwender ihre Wünsche zur nächsten Version des Webbrowsers äußern konnten. Im August 2004 erschien das Service Pack 2 für Windows XP und den IE 6. Im Gegensatz zum ersten Service Pack brachte dieses verschiedene Neuerungen mit sich, darunter einen Pop-up-Blocker und eine Verwaltung für Browserzusätze. Der IE 6 wurde mit dem Erscheinen von Windows XP Professional x64 erstmals als 64-Bit-Variante angeboten.
Mit dem aufgegebenen Projekt Windows Longhorn sollte eine Internet-Explorer-Version 6.5 ausgeliefert werden. Unter anderem war in dieser ein Downloadmanager integriert, der erst wieder in der Version 9 eingeführt wurde. Das Projekt Longhorn wurde 2005/2006 zu Gunsten weiterer Service Packs für XP, des Nachfolgers Windows Vista und des IE7 eingestellt.
Google stellte zum 1. März 2010 den IE-6-Support für seine Dienste Google Docs und Google Sites ein. Seit dem 13. März 2010 wird der Internet Explorer 6 auch von YouTube nicht mehr unterstützt.
Anfang März 2011 stand die Markteinführung des IE9 an und der IE6 bei 12 % Marktanteil, worauf Microsoft eine Kampagne zur Reduzierung auf unter 1 % startete. Zum nächsten Jahreswechsel war diese Schwelle in einigen Ländern wie Österreich und den USA unterschritten, während Deutschland knapp darüber und China um 25 % lag, woraus sich ein weltweiter Marktanteil von rund 7 % ergab.
Der Support für den IE 6 und Windows XP endete am 8. April 2014. Für Windows Server 2003 endete der Support im Juli 2015. Support für die XP-Embedded-Versionen und den dazugehörigen IE war bis mindestens Januar 2016 verfügbar.
Aufgrund der lang anhaltenden Nutzung des Internet Explorer 6 mussten Web-Entwickler Umwege wegen Mängeln in dessen Programmierschnittstelle finden. Beispielsweise unterstützt sie nicht den CSS-Parameter position: fixed zum Festhalten von Elementen wie Navigationsleisten auf dem Bildschirm. Daher musste ein JavaScript herhalten, indem es die Position der Ansicht wiederholt abfragt und auf dem Bildschirm festzuhaltende Elemente um die gleiche Höhe runterschiebt.

#### Version 7

Internet Explorer 7 unter Windows Vista

Die Entwicklung des Internet Explorers in der Version 7.0 war zunächst nicht als eigenständiges Produkt geplant. Mitte Februar 2005 ließ Microsoft-Gründer Bill Gates jedoch verlauten, dass es doch eine eigenständige Version 7 geben werde. Diese Kehrtwende wird vielerorts als Reaktion von Microsoft auf den fallenden Marktanteil des Internet Explorer gewertet, welcher unter anderem durch den Aufstieg des konkurrierenden Browsers Mozilla Firefox seit dem Jahr 2004 bedingt war.
Am 27. Juli 2005 wurde mit der Beta-Phase des IE7 begonnen. Bis zum Erscheinungsdatum des Release Candidate am 24. August 2006 wurden vier Vorabversion der Öffentlichkeit zugänglich gemacht. Am 18. Oktober 2006 folgte die endgültige Version und löste somit die Version 6 als aktuelle Internet-Explorer-Version ab. Der IE7 erschien für Windows XP (32-Bit- und 64-Bit-Edition) und Windows Server 2003 mit englischsprachiger Benutzerführung. Die deutschsprachige Version folgte am 31. Oktober 2006. Seit dieser Version wird der Internet Explorer nicht mehr als Microsoft Internet Explorer, sondern analog zu Programmen wie dem Windows Media Player und dem Windows Defender als Windows Internet Explorer bezeichnet. Die neue Version wurde seit November 2006 als Update mit hoher Dringlichkeit vertrieben. Am 12. Februar 2008 wurde Version 7 im Zuge der selbsttätigen Betriebssystem-Aktualisierungen für Firmensysteme erstmals automatisch installiert.
Mit der Version 7 wurde die grafische Benutzeroberfläche grundlegend umgebaut, vereinfacht und viele Funktionen hinzugefügt. Erstmals eingeführt wurden die Registerkarten (auch als „Tabbed Browsing“ bekannt) einschließlich einer Funktion, welche eine Übersicht aller geöffneten Registerkarten wiedergibt. Der Aufruf von internationalisierten Domainnamen wurde von Haus aus möglich. Verschiedene Webstandards wurden besser unterstützt und die Leistung erhöht. Es lassen sich Web-Feeds in den Formaten RSS und Atom abonnieren und die Unterstützung von CSS 2 und PNG mit Alphakanal wurde verbessert. Ein eingebauter Filter soll den Anwender vor Phishing-Angriffen schützen. Über ein ständig präsentes Suchfeld können verschiedene Suchmaschinen direkt genutzt werden. Persönliche Daten (zwischengespeicherte Dateien aus dem Web, gespeicherte Cookies, die Liste der besuchten Seiten, Passwörter und Formulardaten) lassen sich nunmehr auf einen Klick löschen. Neben der Möglichkeit, die Schriftgröße einer Webseite anzupassen, erlaubt Version 7 es, die gesamte Webseite samt Grafiken und Layout-Proportionen über die Zoom-Funktion zu vergrößern. Beim Ausdrucken einer Webseite wird diese automatisch skaliert, so dass sie auf die gedruckte Seite passt. Daneben können weitere Druckoptionen wie Ränder sowie Kopf- und Fußzeilen und die Druckgröße angepasst werden. Zudem soll der IE7 an Sicherheit gewonnen haben.
Die zahlreichen Neuerungen sind hauptsächlich auf den Druck der Konkurrenz wie etwa Mozilla Firefox zurückzuführen. Mit vielen dieser Änderungen adaptierte Microsoft verbreitete Fähigkeiten von anderen Browsern. Denn durch den IE7 wollte Microsoft wettbewerbsfähiger werden und mit alternativen Browser-Angeboten mithalten können, um den sinkenden Marktanteil des Internet Explorers wieder zu steigern.
Microsoft gab im Mai 2006 bei der Vorstellung von Windows Vista in Singapur bekannt, dass zukünftig jedes Jahr eine neue Internet-Explorer-Version veröffentlicht werden soll. Der IE-7 wurde in Windows Vista als Standardbrowser vorinstalliert.

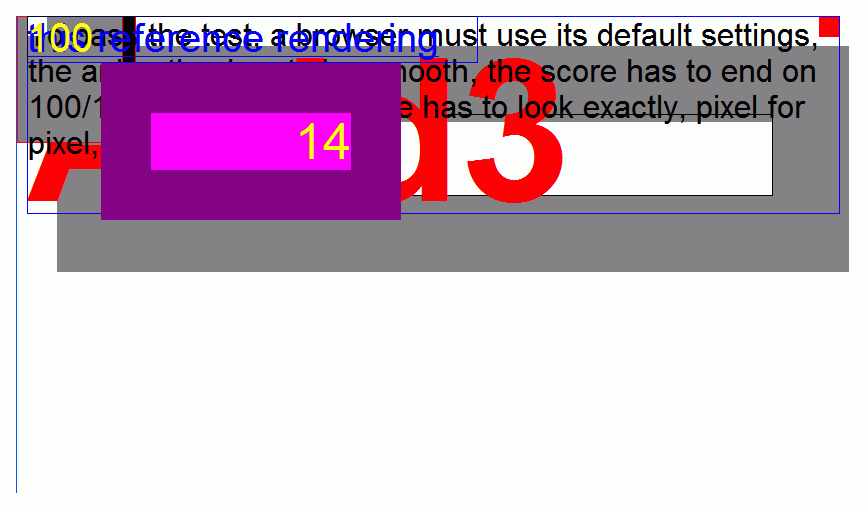
Acid3-Test des IE7

Zu den größten Schwächen des IE7 zählt die mangelhafte Unterstützung von aktuellen Web-Standards.
So stellt Internet Explorer 7 den Acid2-Test nur sehr fehlerhaft dar. Beim Acid3-Test, der ein Jahr nach Erscheinen des IE7 veröffentlicht wurde, erreicht er nur 14 von 100 Punkten.
Am 19. März 2009 wurde die Version 7 durch die Version 8 ersetzt.
Google stellte zum August 2011 den IE-7-Support für Google Apps ein. Das Unternehmen begründete diese Entscheidung damit, zukünftig auf Funktionen moderner Browser zu setzen, die z. B. HTML5 unterstützen.

#### Version 8

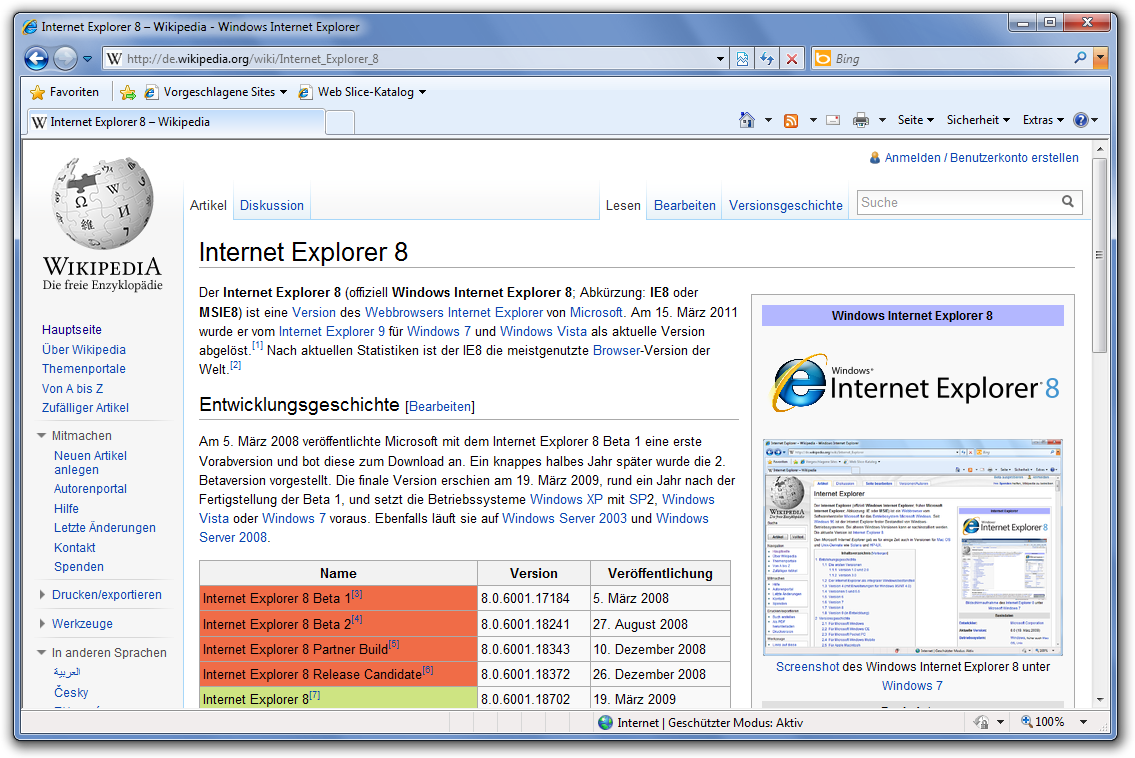
Internet Explorer 8 unter Windows 7

Am 5. März 2008 veröffentlichte Microsoft mit dem Internet Explorer 8 Beta 1 eine erste Vorabversion und bot diese zum Download an. Ein knappes halbes Jahr später wurde die 2. Betaversion vorgestellt. Die finale Version erschien am 19. März 2009, rund ein Jahr nach der Fertigstellung der Beta 1, und setzt die Betriebssysteme Windows XP mit SP2, Windows Vista oder Windows 7 voraus. Ebenfalls läuft sie auf Windows Server 2003 und Windows Server 2008.
Gegenüber der Vorgängerversion 7 legte der IE8 insbesondere in seinem Funktionsumfang zu. Neuerdings lässt sich beispielsweise eine Favoritenleiste einblenden. Bis dahin konnten die Favoriten noch nicht in einer Leiste dargestellt werden. Ebenfalls verfügt der IE8 als erste Internet-Explorer-Version über „Schnellinfos“. Die Schnellinfos erscheinen, wenn Text markiert wurde, und bieten verschiedene Optionen an, wie beispielsweise den markierten Text mit Bing in eine andere Sprache zu übersetzen.
Neu geöffnete Tabs werden farbig gekennzeichnet, sodass sie dem Stamm-Tab zuzuordnen sind.
Damit der IE8 auch noch mit älteren Websites kompatibel ist, wurde die Schaltfläche „Kompatibilitätsansicht“ der Adressleiste hinzugefügt. Zudem ist die „Sofortsuche“ hinzugekommen. Diese zeigt dem Benutzer, welcher Buchstaben in das in den IE8 eingebundene Suchfeld eintippt, laufend Suchvorschläge von verschiedenen Suchanbietern wie Bing, Google oder Wikipedia an. Zusätzlich verfügt der IE8 über den „InPrivate“-Modus, welcher dafür sorgt, dass der Browserverlauf und alles damit in Zusammenhang stehende nicht gespeichert wird.
Unter anderem werden bestimmte Aktionen wie zum Beispiel das Versenden von Daten per E-Mail oder das Nachschlagen einer Adresse durch entsprechende Optionen im Kontextmenü vereinfacht (Schnellinfos).

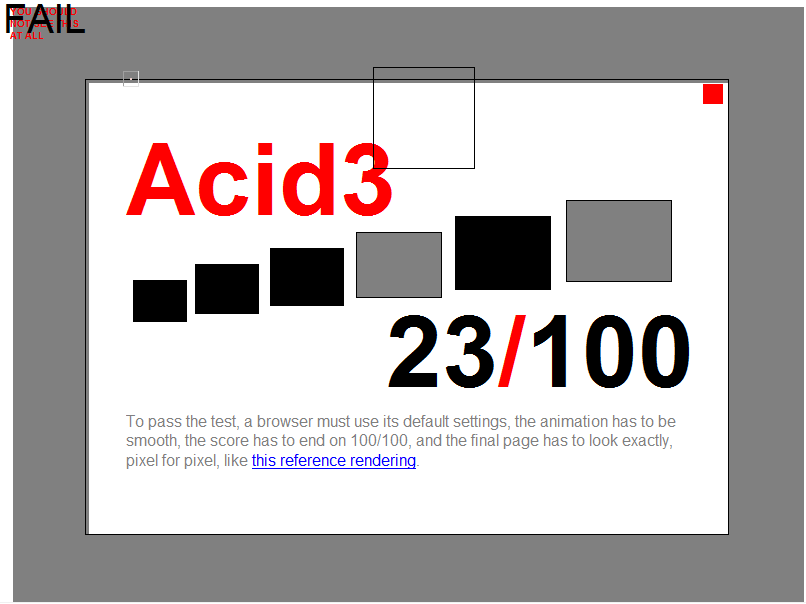
Acid3-Test des IE8

 Zwar verbesserte der IE8 die Unterstützung von Webstandards gegenüber den Vorgängerversionen, erreicht im Acid3-Test jedoch nur 23 von 100 möglichen Punkten.
Außerdem wurden das Wiederherstellen der geöffneten Tabs nach einem Absturz integriert und der Phishing-Filter verbessert. Die Version 8 bietet noch keine Unterstützung für den von anderen Browsern seit langem implementierten SVG-Standard. Auch werden bis zur Version 8 keine Medienabfragen (Media Queries) unterstützt.
Mit dem Internet Explorer 8 führte Microsoft neben der schon ab Version 7 vorhandenen RSS-Unterstützung eine neue Technik auf Grundlage der Mikroformate namens Web Slices ein, um Teile einer Webseite, wie Nachrichtenticker, Wettervorhersagen oder Auktionspreise verfolgen zu können. Andere Browser unterstützen Web Slices standardmäßig nicht. 
Der Internet Explorer 8 war die letzte Version, die Microsoft für die eigenen 32- und 64-Bit-Betriebssysteme auf Basis des NT-5.1- und -5.2-Kernels herausbrachte. Internet Explorer 9 steht nur noch Nutzern mit Windows Vista und Windows 7 zur Verfügung.
Am 15. März 2011 wurde er vom Internet Explorer 9 für Windows 7 und Windows Vista als aktuelle Version abgelöst. Laut Statistiken vom Oktober 2010 war der IE8 die meistgenutzte Browser-Version der Welt.
Nach der Veröffentlichung des Internet Explorer 10 stellte Google am 15. November 2012 den IE-8-Support für Google Apps ein. Der Support durch Microsoft für den IE 8 endete am 12. Januar 2016.

#### Version 9

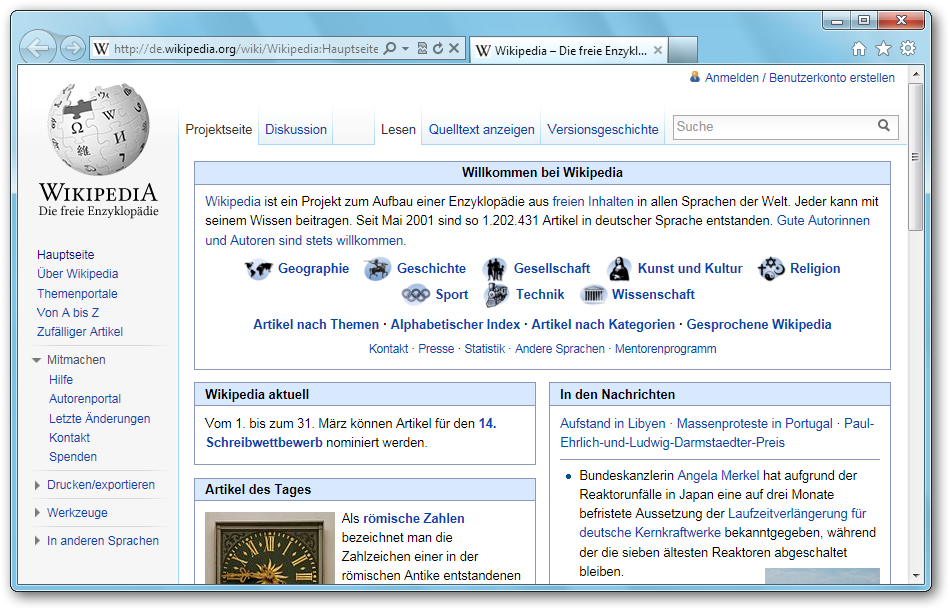
Internet Explorer 9 unter Windows 7

Während der Entwicklung des IE9 wurde etwa alle acht Wochen eine sog. Platform Preview zum Download angeboten. Dank dieser konnten Nutzer die Leistung des neuen Webbrowsers respektive dessen aktuellen Entwicklungsstand testen. Die neue grafische Benutzeroberfläche fehlte jedoch. Am 15. September 2010 startete die Beta-Phase. Am 10. Februar erschien die einzige Release-Candidate-Version.
Der Internet Explorer 9 erschien am 15. März 2011 für Windows Vista und Windows 7, aber nicht mehr für Windows XP, was im Vorfeld kritisiert wurde. Im März, im Mai und im August 2010 wurde jeweils eine Entwicklerversion veröffentlicht, in der viele der angekündigten Neuerungen bereits enthalten waren:
Der Browser unterstützt mit Einschränkungen Webstandards wie HTML5 und CSS3 merklich besser als seine Vorgänger und kann zudem nun (als letzter der fünf großen Browser) SVG grundlegend anzeigen.
So kann Internet Explorer seit einer der Previews etwa abgerundete Ecken nach dem CSS3-Entwurf darstellen. SVG können mit Version 9 dargestellt werden.

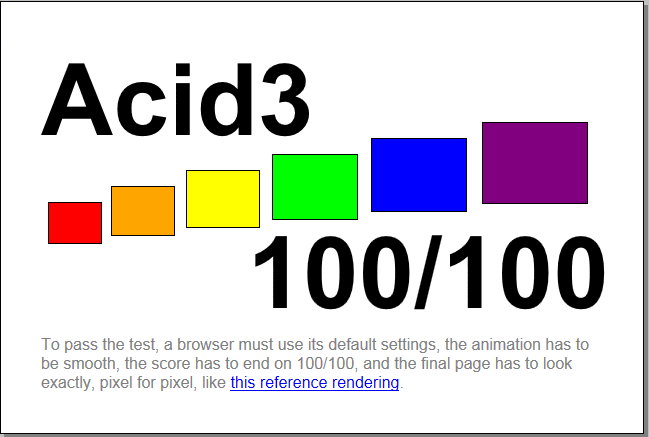
Acid3-Test des Internet Explorer 9

Internet Explorer 9 bietet verglichen mit IE8 eine deutlich verbesserte Unterstützung von Webstandards: Er erreicht beim Acid3-Test die volle Punktzahl.
Der Microsoft-Browser verfügt über zahlreiche neue Funktionen. So enthält er einen Download-Manager, wie auch insbesondere für Entwickler hilfreiche Funktionen. Neuerdings erscheinen beim Öffnen einer neuen Registerkarte die beliebtesten Websites in Form einer Übersicht. Unter Windows 7 ist es nun möglich, eine URL an der Taskleiste anzuheften.
Ziel der Designer der Oberfläche des IE9 war es, den vorhandenen Platz möglichst gut auszunutzen. Hinsichtlich dieses Ziels werden selten genutzte Funktionen im IE9 standardmäßig ausgeblendet, so dass nur noch eine Leiste übrig bleibt. Diese verfügt über Vorwärts- und Rückwärts-Schaltflächen sowie eine Adressleiste, die zugleich als Suchleiste eingesetzt werden kann und in die die Knöpfe mit seitenspezifischen Funktionen integriert sind. Die Registerkarten werden rechts von der Adressleiste angezeigt. Des Weiteren existieren drei Buttons mit den Funktionen „Zur Startseite wechseln“, „Favoriten aufrufen“ und „Erweitertes Menü“.
Ebenfalls wurde der Internet Explorer 9 vor allem bei der Ausführung von JavaScript deutlich schneller. Außerdem unterstützt der Browser das HTML5-Video-Tag, welches das direkte Anzeigen von Videos im Browser ohne weitere Fremdprogramme ermöglicht, dies allerdings lediglich im Videoformat H.264, es sei denn, der Benutzer installiert zusätzliche Video-Codecs.
Der IE9 nutzt für die Darstellung aller Inhalte direkte Zugriffe auf die Grafikkarte. Besonders nützlich ist das bei Notebooks im Akkubetrieb, da auf diese Art Strom gespart werden respektive die Akkulaufzeit verlängert werden kann. Hauptmerkmal ist die vollständige Hardwarebeschleunigung der Webseitenelemente, wodurch derart deutliche Geschwindigkeitsvorteile ermöglicht werden, dass Flash und Silverlight für aufwändige Webseiten nicht mehr notwendig sind.
Allgemein wurde der IE9 positiv von den Medien wahrgenommen. Sogar seitens des Konkurrenten Google erhielt der IE9 gute Kritik. Diese ist hauptsächlich auf die gute Unterstützung der Webstandards und die Geschwindigkeit des Webbrowsers zurückzuführen. Allerdings zeigt die Website caniuse.com beim Vergleich mit anderen im Jahr 2011 aktuellen Browsern noch immer einen Rückstand bei der Unterstützung einiger Webstandards. Internet Explorer 8 unterstützte nur 35 Prozent der getesteten Eigenschaften (ohne Working Drafts). Der Internet Explorer 9 kommt auf eine Unterstützung von 80 Prozent der Eigenschaften. Die zeitgleich erhältlichen Versionen Firefox 9.0 und Opera 11.6 erreichen eine Quote von 93 Prozent bzw. 94 Prozent.
Bemängelt wurde zudem, dass der IE9 ausschließlich für Windows-Vista- und Windows-7-Nutzer zur Verfügung steht. Benutzer älterer Windows-Versionen, vor allem Benutzer des bei Veröffentlichung von Internet Explorer 9 noch weit verbreiteten Windows XP, werden nicht berücksichtigt.
Der Support für den IE 9 endete am 12. Januar 2016, lediglich unter Windows Vista wurde der Support bis zum 11. April 2017, dem Supportende des Betriebssystems aufrechterhalten.
Der Internet Explorer 9 steht jedoch weiter offiziell bei Microsoft zum Download zur Verfügung (12/2019).

#### Version 10

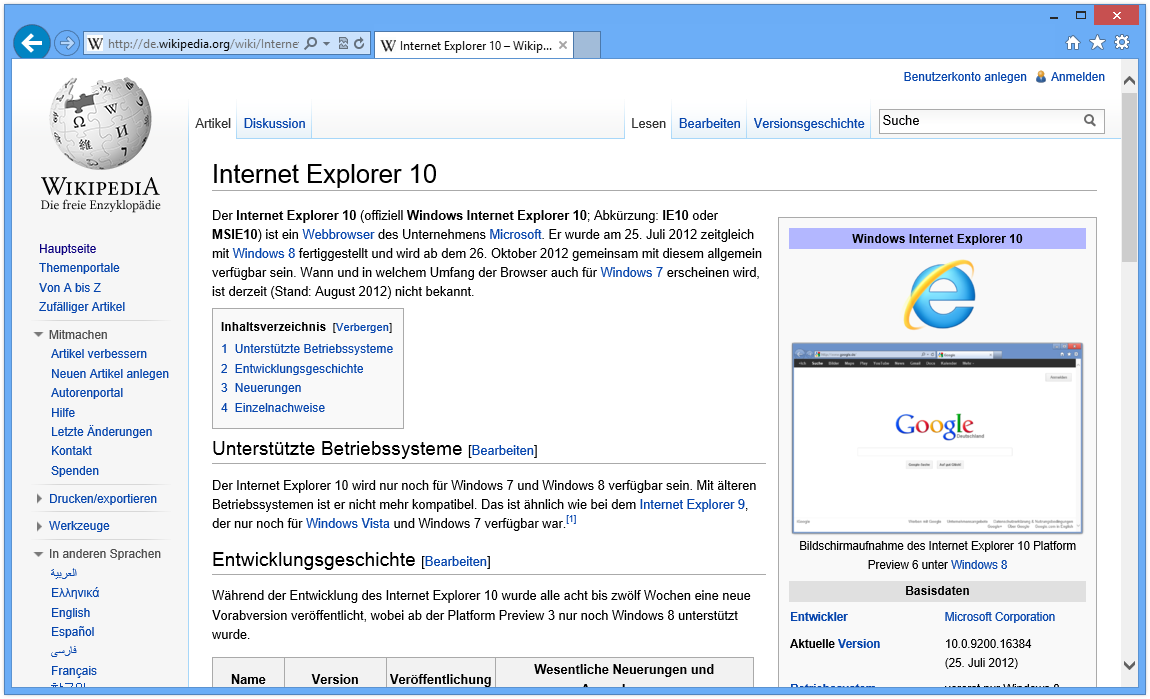
Internet Explorer 10 unter Windows 8

Einen Monat nach der Veröffentlichung des Internet Explorer 9 veröffentlichte Microsoft am 12. April 2011 die erste Platform Preview des Internet Explorer 10. Entwickelt wurde die Version seit Ende März 2011. Abgesehen von verbesserter HTML5-, SVG- und CSS3-Unterstützung unterschied sich diese Version des Browsers kaum von seinem Vorgänger.
Während der Entwicklung des Internet Explorer 10 wurde alle acht bis zwölf Wochen eine neue Vorabversion veröffentlicht. Am 29. Juni 2011 wurde die Platform Preview 2 veröffentlicht. Diese Version hatte speziell die Sicherheit und den Umgang mit JavaScript-Anwendungen optimiert.
Platform Preview 3 wurde am 13. September 2011 veröffentlicht. In dieser Version wurde der Umgang von HTML5, CSS3 und SVG erneut optimiert. Seit der Platform Preview 3 wurde diese in die Vorabversionen von Windows 8 integriert und konnte zunächst nicht separat für Windows 7 heruntergeladen werden. Die Platform Preview 4 wurde am 29. November 2011 veröffentlicht.
Der Internet Explorer 10 wurde seit der Platform Preview 5 vom 29. Februar 2012 in Windows 8 und dessen Server-Version Windows Server 2012 integriert. In Windows 8 ist der Internet Explorer in zwei Ausgaben enthalten: Zum einen als herkömmliches Desktopprogramm und zum anderen als App von der Modern-UI-Oberfläche ohne Unterstützung für Addons und ActiveX. Es sind zwei unterschiedliche Anwendungen, haben aber eine Layout-Engine und synchronisieren die Internetdaten, wie zum Beispiel den Cache.
Der Internet Explorer 10 wurde am 26. Oktober 2012 zusammen mit Windows 8 veröffentlicht. IE10 enthielt eine mitgelieferte, angepasste Version von Adobe Flash. Am 26. Februar 2013 folgte die Veröffentlichung für Windows 7 und Windows Server 2008 R2. Mit älteren Betriebssystemen ist der Internet Explorer 10 nicht kompatibel.

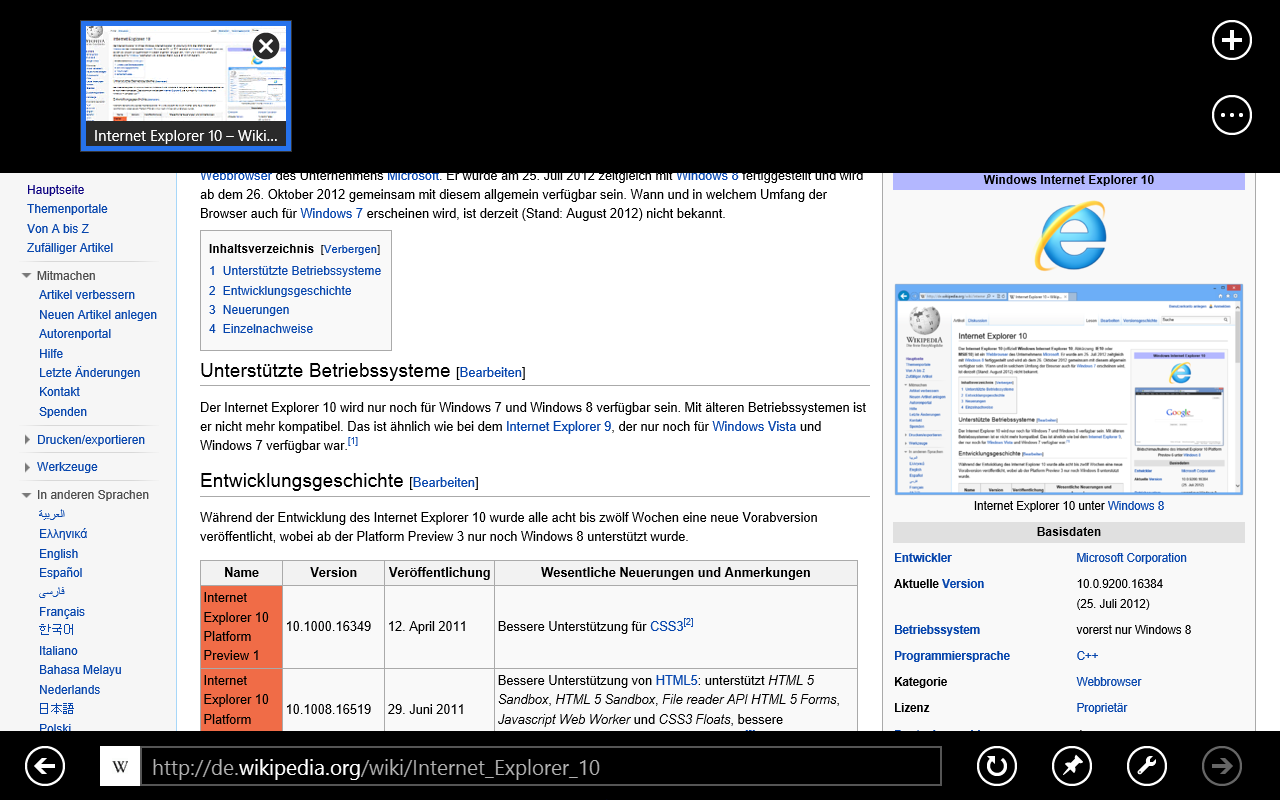
App-Version Internet Explorer 10 unter Windows 8

Internet Explorer 10 brachte eine gegenüber seinem Vorgänger weiter verbesserte Unterstützung für die Webstandards CSS und HTML5. IE10 verfügte über eine automatische Rechtschreibkontrolle bei Texteingaben auf Webseiten. Unter Windows 8 war der Browser zusätzlich zur normalen Desktop-Version auch für die mit diesem Betriebssystem eingeführte Windows Runtime verfügbar.
Der Support für den IE 10 endete am 12. Januar 2016, ausgenommen unter Windows Server 2012 und Windows Embedded 8 Standard. Hierfür endete der Support des IE 10 am 11. Februar 2020.

#### Version 11
Der Internet Explorer 11 wurde für Windows 8.1 erstmals auf der Entwicklerkonferenz Build 2013 im Juni 2013 vorgestellt und am 17. Oktober desselben Jahres eingeführt; für Windows 7 wurde die Vorabversion am 25. Juli 2013 vorgestellt. Als neue Funktionen wurden aktualisierte Videostreamingfähigkeiten sowie die Unterstützung von WebGL genannt. Am 6. November 2013 wurde Version 11 auch für Windows 7 und Windows Server 2008 R2 veröffentlicht.
Des Weiteren besitzt er nun einen neuen Lesemodus, die den Haupttext einer Webseite vergleichbar einer E-Book-Seite frei von Navigationselementen und Werbung separat anzeigen lässt und ist so insbesondere auf Geräten mit Touch-Screen besser nutzbar. Diese Lesefunktion ist jedoch nur in der Kachel-Version des IE 11 für Windows 8.1 präsent, nicht in der Desktop-Version. Hintergrund und Schriftgröße lassen sich für diese Ansicht gesondert definieren.
Ebenfalls in der Kachel-Version (Modern-UI-App) des IE 11 unter Windows 8.1 ist Skype integriert, dieser IP-Telefonie-Client ist gleichfalls systemweit in Windows 8.1 integriert. Wenn Telefonnummern auf einer Website markiert werden, wird dem Benutzer automatisch ein Skype-Anruf angeboten. Geht der Nutzer darauf ein, teilt sich der Bildschirm (Modern UI „Split View“), es startet neben der aktuell geöffneten Internet-Explorer-App die Skype-App, die sodann den Anruf zu der erkannten Rufnummer einleitet.
Auf Professional- und Enterprise-Versionen von Windows 7 und 8.1 verfügt der Internet Explorer 11 nun über eine „Enterprise-Mode“-Funktion im Desktop-Modus. Der Administrator legt dazu eine Liste mit Internetadressen an, die nur korrekt mit den Internet-Explorer-Versionen 7, 8 und 9 funktionieren würden und auch mit dem Kompatibilitätsmodus nicht korrekt angezeigt würden. Diese Liste wird dann im Gruppenrichtlinieneditor festgelegt. Sobald vom IE 11 eine derart hinterlegte URL angesteuert wird, wird sie von ihm unter Berücksichtigung der Inkompatibilitäten anders dargestellt. Mit dieser Technologie wollte Microsoft die Migration von Unternehmen auf Windows 8.1 erreichen, selbst wenn Intranetanwendungen z. B. zwingend einen IE 9 benötigten und das Upgrade daher normalerweise aufgrund der enthaltenen Internet-Explorer-Versionen keinesfalls höher als Windows Vista oder 7 sein könnte.
Im April 2019 ist der Internet Explorer 11 auch für Windows Server 2012 und Windows Embedded 8 Standard erschienen und hat dort den IE 10 abgelöst.
Ab Windows 10 findet keine Weiterentwicklung des Internet Explorers mehr statt, die nicht das Thema Sicherheit betreffen. So werden auf unterstützten Windows-Versionen nur noch Sicherheitsaktualisierungen für den Internet Explorer-Unterbau angeboten. Microsoft hat den Browser offiziell am 15. Juni 2022 aufgegeben und migrierte Anwender auf den Nachfolger Microsoft Edge. Der Internet Explorer 11 ist aus Kompatibilitätsgründen jedoch bis heute, wenn ab Windows 11 auch nur noch versteckt, in Windows enthalten. Ein direkter Aufruf der EXE-Datei des Internet Explorers (iexplore.exe) startet nur noch den Microsoft Edge-Browser. Über verschiedene Links in den noch vorhandenen Internetoptionen in der Systemsteuerung ist jedoch weiterhin ein Start der Internet Explorer-Oberfläche möglich, jedoch ist fraglich, ob diese „Lücken“ nicht mit kommenden Updates behoben werden. Grundsätzlich sieht Microsoft die Ausführung des Browsers nur mehr im „IE Modus“ des Microsoft Edge vor, unterstützt den Explorer 11-Unterbau so noch mindestens bis 2029.

### Mac OS und Mac OS X
Die Entwicklung der Internet Explorer für Macintosh wurde im Juli 2003 offiziell mit der Version 5.1.7 für Mac OS 9 eingestellt, einen Monat davor gab es mit der Version 5.2.3 die letzte Version für Mac OS X. Der Internet Explorer war eines der zusätzlichen Programme, die bei einer Standardinstallation von Mac OS in den Versionen 8.1 (klassisch) bis 10.3 (bereits macOS) installiert wurden.
Am 31. Dezember 2005 wurde der offizielle Support von Microsoft für den Internet Explorer unter Mac OS vollständig eingestellt. Microsoft empfahl dabei, dass die Macintosh-Anwender auf „aktuellere Webbrowsing-Technologien wie Apples Safari“ umsteigen sollen. Bereits im Februar 2005 wurde der Browser aus dem Downloadangebot von Microsoft herausgenommen, der Support in Microsoft-Newsgroups und der Microsoft Knowledge Base wird aber erhalten bleiben.
Die Macintosh-Version des Internet Explorers unterschied sich von seinem Windows-Pendant hauptsächlich in der Verwendung der HTML-Rendering-Engine. Während unter Windows die Trident-Engine zum Einsatz kommt, basierte die Macintosh-Version auf der Tasman-Engine.

### Solaris und HP-UX
Ab Mai 1996 plante Microsoft eine Portierung des Internet Explorer für Unix-Betriebssysteme, um den Netscape Navigator auch in diesem Markt zu verdrängen. Um dies zu erreichen, wandte man sich zunächst an die Firma Bristol Technology. Diese hatte zuvor bereits 1994 den Windows-Quellcode bei Microsoft lizenziert, um eine Anwendung zu entwickeln, mit der Windows-Programme auf Unix-Betriebssysteme portiert werden können. Im Juli 1996 wurde der Internet Explorer für Unix in einer Pressemitteilung von Microsoft offiziell angekündigt; er sollte auf der Version 3.0 basieren und bis Ende des Jahres fertig werden.
Nach einem Rechtsstreit zwischen Microsoft und Bristol wandte man sich jedoch von dieser Firma ab und lizenzierte stattdessen die Entwicklungsumgebung des direkten Konkurrenten Mainsoft. Durch die daraus resultierende massive Verspätung portierte man gleich die nächste Version 4.0, die neben Solaris und HP-UX auch für AIX und IRIX erscheinen sollte.
Schließlich wurde im März 1998 der Internet Explorer für UNIX veröffentlicht. Zunächst unterstützte er lediglich Sun Solaris auf Basis der Sun-SPARC-Architektur, später folgte eine Portierung auf HP-UX auf Basis der PA-RISC-Architektur. Die angekündigten Versionen für AIX und Irix erschienen nie.
Die Entwicklung des Internet Explorer für UNIX wurde 2002 eingestellt; auf der Website von Microsoft steht der Internet Explorer für Unix auch nicht mehr zum Herunterladen bereit.

### Xbox
Im Oktober 2012 hat Microsoft gemeinsam mit Xbox Music auch eine spezielle Variante des Internet Explorers für die hauseigene Spielkonsole Xbox 360 vorgestellt. Er kann nicht nur per Controller oder Tastatur, sondern auch durch Gesten über Kinect bedient werden. Die erste Version des Internet Explorer für Xbox 360 basiert auf der Desktopversion 9. Im November 2013 bringt Windows auch für den Nachfolger der Xbox 360, Xbox One, eine eigene Variante des Internet Explorers heraus, die laut Hersteller mit vielen neuen Verbesserungen wie beispielsweise der Navigation per Sprache und dem automatischen Speichern und Wiederherstellen von Sitzungen ausgestattet ist.

## Versionen
Bisher wurden die folgenden Versionen veröffentlicht (Service Packs sind, außer bei Besonderheiten, nicht aufgeführt):

### Für Windows
- Version 1.0 – August 1995
- Version 1.5 – Januar 1996
- Version 2.0 – November 1995
- Version 2.01 – Mai 1996
- Version 2.1 – August 1996 (nur für 16-Bit-Windows als Lückenfüller, bis v3.0 16-Bit fertig wurde)
- Version 3.0 – August 1996 (16-Bit-Version erst später)
- Version 3.01 – Oktober 1996 (letzte Version für MIPS und PowerPC-Prozessoren)
- Version 3.02 – März 1997
- Version 3.03
- Version 4.0 – September 1997
- Version 4.01 – November 1997
- Version 5.0 – März 1999 (letzte Version mit Unterstützung für Windows NT 3.51 sowie Alpha-Prozessoren)
- Version 5.01 – November 1999 (letzte Version mit Unterstützung für Windows 3.1)
- Version 5.5 – Juli 2000
- Version 5.5 Service Pack 2 – August 2001 (letzte Version mit Unterstützung für Windows 95)
- Version 6.0 – August 2001
- Version 6.0 Service Pack 1 – 9. September 2002 (letzte Version mit Unterstützung für Windows 98, Windows Me, Windows NT 4.0 und Windows 2000)
- Version 6.0 Service Pack 2 – August 2004 (ausschließlich im Service Pack 2 für Windows XP sowie im Service Pack 1 für Windows Server 2003 enthalten)
- Version 7.0 – Oktober 2006 (in Windows Vista enthalten und als Download für Windows XP ab Service Pack 2 sowie Windows Server 2003)
- Version 8.0 – März 2009 (in Windows 7 enthalten und als Download für Windows XP ab Service Pack 2, Windows Server 2003 und Windows Vista; letzte Version mit Unterstützung für Windows XP)[107]
- Version 9.0 – 15. März 2011 (als Download für Windows Vista und Windows 7 sowie für Windows Server 2008 und 2008 R2; erreicht bei Acid3 100/100 Punkten, jedoch fehlt der Textschatten; letzte Version mit Unterstützung für Windows Vista)
- Version 10.0 – 26. Oktober 2012 (integriert in Windows 8, später als Download für Windows 7; erreicht 100/100 im Acid3-Test und 320/500 und 6 Bonuspunkte beim HTML5-Test[108])
- Version 11.0 – 27. Juni 2013 (integriert in Windows 8.1, seit 6. November 2013 über das Microsoft Download Center auch für Windows 7 und Windows Server 2008 R2; letzte Version mit Unterstützung für Windows 7)

### Für Pocket PC
- Pocket Internet Explorer 1
- Pocket Internet Explorer 1.1 (mit Unterstützung für Cookies, HTTPS und SSL)
- Pocket Internet Explorer 2 (mit Unterstützung für Offlinebetrieb, Bildvergrößerung und verbesserter HTML-Unterstützung wie Frames und Tabellen)
- Pocket Internet Explorer 3 (mit Unterstützung für JScript und diversen Sicherheitsprotokollen)

### Für Windows Mobile
- Internet Explorer Mobile 6 – 11. Mai 2009 (mit Unterstützung für AJAX, Jscript 5.7, Adobe Flash Lite 3.1 und neuer Benutzeroberfläche)

### Für Windows Phone 7
- Internet Explorer Mobile 7 – 21. Oktober 2010 (mit Unterstützung für Multi-Touch, Tabs, neuer Benutzeroberfläche und der Möglichkeit für eigenständige Updates)
- Internet Explorer Mobile 9 – 27. September 2011 (mit angepasster Benutzeroberfläche, Hardwarebeschleunigung, SmartScreen-Filter und verbesserter HTML-Unterstützung)

### Für Windows Phone 8
- Internet Explorer Mobile 10 – am 20. Juni 2012 vorgestellt
- Internet Explorer Mobile 11 – im Rahmen der Build-Konferenz am 1. April 2014 vorgestellt (als Teil des Windows Phone-Updates Windows Phone 8.1)

### Für Macintosh
- Version 2.0 – April 1996
- Version 3.0 – Januar 1997
- Version 4.0 – Januar 1998
- Version 4.5 – Januar 1999
- Version 5.0 – März 2000

Der Internet Explorer auf Mac OS X

- Version 5.1.7 – Juli 2003 (nur für Mac OS 9)
- Version 5.2.3 – Juni 2003 (nur für Mac OS X/PPC)
- Version 5.5b1 – Juni 2000 (nur für Mac OS 9, anlässlich der MacHack 2000 als Tech Preview)[109]

### Für Unix
- Version 4.01 – März 1998
- Version 5.0 – August 2000

## Verbreitung

Verbreitung des Internet Explorers

Die tatsächliche Verbreitung eines Webbrowsers ist nicht eindeutig feststellbar.
Nach der Verdrängung des Netscape Navigators im sogenannten Browserkrieg (1995 bis 1998) war der Internet Explorer lange Zeit der meistgenutzte Browser im World Wide Web. Das ist zum einen auf die Einbindung des Internet Explorers in das Windows-Betriebssystem zurückzuführen, zum anderen war der Internet Explorer mehrere Jahre nahezu konkurrenzlos, nachdem die Entwicklung des ehemaligen Marktführers Netscape Navigator Anfang 1998 eingestellt wurde und Opera lange Zeit nicht kostenlos verfügbar war.
Seit der Veröffentlichung des auf der Netscape-Technologie basierenden Konkurrenten Mozilla Mitte 2002 und des daraus hervorgegangenen Firefox Ende 2004 sank der Marktanteil des Internet Explorers kontinuierlich. Netmarketshare beispielsweise maß einen weltweiten Marktanteil von 62 Prozent (Stand: Februar 2010).
Im Juli 2014 kam StatCounter für den Internet Explorer auf einen Anteil an der Internetnutzung weltweit (ohne Smartphones) von ca. 21 Prozent (Platz 2). In Deutschland und Europa lag er mit einem Marktanteil (ohne Smartphones) von 16 bzw. 17 Prozent im Juli 2014 auf Platz 3.
Laut Webmasterpro lag er im deutschen Sprachraum hinter Firefox und Chrome bei 17,2 % (Stand: Juni 2014).
Im April 2021 lag der weltweite Marktanteil des Internet Explorers laut StatCounter bei 0,71 %.

## Kritikpunkte

### Sicherheit
Durch seine weite Verbreitung mit den Windows-Betriebssystemen ist der Internet Explorer ein vorrangiges Ziel von Angriffen. Der Browser wird durch seine große Benutzerschaft mit zahlreichen Dateien im Internet auf Fehler geprüft. Sicherheitslücken ermöglichten es in der Vergangenheit wiederholt, persönliche Daten des Benutzers auszulesen, Einstellungen zu verändern (sogenanntes Entführen, engl. hijacking) oder ungefragt Programme auszuführen.

Das Bundesamt für Sicherheit in der Informationstechnik hat mehrfach vor der Verwendung des Internet Explorer gewarnt, so zuletzt im April 2014, weil eine noch nicht geschlossene Sicherheitslücke die noch unterstützten Versionen des Internet Explorer betrifft. Microsoft hat wiederum die Praxis des BSI, gezielt vor dem IE zu warnen, mehrfach kritisiert. Wenn andere, ebenfalls weit verbreitete Browser vergleichbare Sicherheitslücken aufwiesen, fielen die Warnungen in der Regel weniger drastisch aus.
Ferner wird kritisiert, dass Microsoft alle Patches eines Monats in der Regel erst am folgenden Patchday veröffentlicht und somit nicht sofort nach Fertigstellung des Updates. Zwar bietet dieses Vorgehen Verwaltungsvorteile für Systemadministratoren, aber so können mehrere Wochen vergehen, in denen sich Exploits u. U. bereits verbreiten und Schaden anrichten können. Microsoft veröffentlicht deshalb Patches für besonders kritische Lücken auch vor dem nächsten planmäßigen Patch Day.
Microsoft zeigt sich bemüht, die Sicherheit zu verbessern, indem es regelmäßig Sicherheitslücken ausbessert. Seit Windows Vista wird der Internet Explorer im sogenannten „geschützten Modus“ ausgeführt. In diesem Modus läuft der Browser mit besonders eingeschränkten Zugriffsrechten, die Schreibzugriffe nur mehr auf den Browser-Cache ermöglichen. Im Falle der Ausnutzung einer Sicherheitslücke kann sich Schadsoftware dadurch nicht im Windows-Betriebssystem einnisten. Ab Internet Explorer 7 werden zudem fremde, nicht vertrauenswürdige ActiveX-Controls automatisch blockiert.
Microsoft hat die Programmierschnittstellen (APIs) des Internet Explorers offengelegt und erlaubt es Programmierern, bei ihrer Software-Entwicklung auf vorhandene Browsertechnik von Microsoft zurückzugreifen, was diesen Zeit und Geld spart. Zahlreiche Programme machen davon Gebrauch, darunter auch ältere Microsoft-Programme wie Outlook (bis Version 2003) und Outlook Express. Diese Versionen verwenden zur Darstellung von HTML-formatierten E-Mails dieselben Softwarekomponenten, die der Internet Explorer für Webseiten benutzt. Deshalb genügte es, um Sicherheitslücken im Internet Explorer auszunutzen, dass Benutzer dieser Programme eine infizierte E-Mail lesen.

#### Operation Aurora
Die sogenannte Operation Aurora war eine Cyber-Attacke auf diverse Firmen wie Google, Adobe Inc., Yahoo und Symantec zwischen Mitte Dezember 2009 und Februar 2010. Sie wurde basierend auf einer Sicherheitslücke ab dem Internet Explorer 6 auf Windows XP und neuer durchgeführt. Den Angreifern war es möglich, dem Besucher einer präparierten Webseite eigenen Code unterzuschieben, der dann ausgeführt wurde (sog. Drive-by-Download). Daraufhin gaben die Regierungen verschiedener Länder, unter anderem auch Deutschlands, Frankreichs und Australiens eine Warnung vor der Verwendung des Internet Explorers ab und empfahlen den Umstieg auf alternative Browser.

### Webstandards
Zunächst hat der Internet Explorer als Marktführer Webstandards wie CSS 1.0 und DOM 1 maßgeblich vorgegeben bzw. neu geschaffen. Die spätere Implementierung weiterer Standards im Rahmen neugeschaffener Normierungsgremien (wie etwa des World Wide Web Consortiums) wurde jedoch unvollständig oder fehlerhaft vollzogen. Dazu gehören CSS 1.0 und DOM 1, sowie XHTML, CSS 2.0, DOM 2 und 3, PNG und SVG und weitere Webtechniken. Besonders der Internet Explorer 6 war von dieser Vernachlässigung betroffen.
Der 2006 erschienene Internet Explorer 7 brachte erhebliche Verbesserungen, bestand aber den sogenannten Acid2-Test noch nicht. Erst Internet Explorer 8 besteht den Acid2-Test, scheitert aber am Acid3-Test mit 20 von 100 Punkten (2009).
Microsoft kündigte an, die Unterstützung der Webstandards weiterhin schrittweise zu verbessern. Internet Explorer 9 erreichte daraufhin im März 2010 im Acid3-Test 95 von 100 Punkten. Nach einer Änderung der Testkriterien, bei der wenig verwendete bzw. noch in Entwicklung befindliche Teile der Webstandards vom Testverfahren ausgeschlossen wurden, besteht der Internet Explorer ab Version 9 den Acid3-Test mit voller Punktzahl. Gleiches gilt für Internet Explorer 10 und 11. Die Unterstützung der neuen CSS3-Eigenschaften (bspw. Flexbox sowie das Background and Borders Module, mit dem sich einem Element z. B. mehrere sich überlagernde Hintergründe zuweisen lassen) wurde vor allem in Version 11 merklich verbessert. Gleichzeitig werden auch HTML5-Features wie Drag and Drop oder Datasets unterstützt.

### Bündelung mit Windows
Der Internet Explorer ist während des Kartellrechtsprozesses gegen Microsoft durch seine Bündelung mit dem Betriebssystem Windows in das Blickfeld der Medien gekommen. Durch diese Bündelung soll Microsoft seinen Konkurrenten und früheren Marktführer Netscape aus dem Markt gedrängt haben und auch anderen Mitanbietern die Verbreitung ihrer Browser erschwert haben. Es wurde eine außergerichtliche Einigung erzielt, bei der Microsoft sich verpflichtet hat, den Anwendern zukünftig fremde Webbrowser anzubieten. Microsoft hat dazu eine Webseite eingerichtet, die einen neutralen Auswahldialog anzeigt, in dem die Browserhersteller ihre Produkte bewerben und einen direkten Downloadlink anzeigen können. Der Dialog steht für alle Windowsversionen ab Windows 2000 zur Verfügung.
Durch die Bündelung mit Windows werden ältere, aber noch unterstützte Windows-Versionen von der Installation aktueller Versionen des Internet Explorer ausgeschlossen. So ist Internet Explorer 9 nicht für Windows XP verfügbar, Internet Explorer 10 nicht für Windows Vista, obwohl sich beide Windows-Versionen zum Zeitpunkt der jeweiligen Browser-Veröffentlichungen noch im Support befanden (Stand Juni 2013). Microsoft bietet für die älteren Versionen des Internet Explorers ausschließlich Sicherheitspatches an. Neuere Funktionen bleiben den neueren Versionen vorbehalten. Dieser Umstand trägt zur Verbreitung alternativer Browser mit größerem Funktionsumfang gerade auf älteren Versionen von Windows bei.

## Datenschutz
Microsoft gibt an, dass die bei der Nutzung des Internet Explorers entstehenden Daten vom Konzern gespeichert und verarbeitet werden können. Welcher Art diese Daten sind, wird von Microsoft nicht präzisiert. Microsoft befolgt eigenen Angaben zufolge eine Vereinbarung zwischen der US-Regierung und der Europäischen Union über die Sammlung, Verwendung und Aufbewahrung von Daten, die aus der Europäischen Union stammen. Microsoft behält sich den Zugriff und die Offenlegung der Daten vor. Gründe für ein solches Vorgehen können laut Microsoft gesetzliche Vorschriften, aber auch der Schutz und die Verteidigung der Rechte und des Besitzes von Microsoft sein. Außerdem könne ein solches Vorgehen in dringenden Fällen nötig sein, um die persönliche Sicherheit von Microsoft-Angestellten, Nutzern von Microsoft-Produkten oder -Dienstleistungen sowie der Öffentlichkeit zu gewährleisten. Die Nutzung der Daten kann bereits dann erfolgen, wenn Microsoft nur im guten Glauben handelt, dass ein solches Vorgehen nötig sei.
Bei der Nutzung des Phishing-Filters des Internet Explorers werden die Adresse der aufgerufenen Webseite, die IP-Adresse, der Browser-Typ und die Versionsnummer des Phishing-Filters mit Hilfe einer verschlüsselten Verbindung an Microsoft gesendet. Außerdem werden Statistiken zur Nutzung des Phishing-Filters erstellt und an den Konzern geschickt. Diese Statistiken sind laut Microsoft anonym. Der Konzern versichert, dass die Informationen, die aus der Analyse des Phishing-Filters gewonnen werden, nicht dazu dienen, den Nutzer zu identifizieren.